# 滋賀県道549号大野名坂線
滋賀県道549号大野名坂線（しがけんどう549ごう おおのなさかせん）は、滋賀県甲賀市を通る一般県道である。

## 概要
甲賀市土山町大野から甲賀市水口町名坂に至る。
国道1号水口バイパスの開通に従って旧道化した部分を1979年（昭和54年）4月16日に県道として認定された。東側は、野洲川の右岸を通る。西側は、甲賀市水口町中心部の北側を通る。

### 路線データ
- 起点：甲賀市土山町大野（大野西交差点、国道1号交点）
- 終点：甲賀市水口町名坂（名坂交差点、国道1号交点）
- 総延長：5.0 km

## 歴史
- 1979年（昭和54年）4月16日 - 滋賀県告示第210号により路線認定[1]

## 路線状況

### 重複区間
- 国道307号旧道（甲賀市水口町水口・山川橋交差点 - 甲賀市水口町新町1丁目・新町交差点）

## 地理

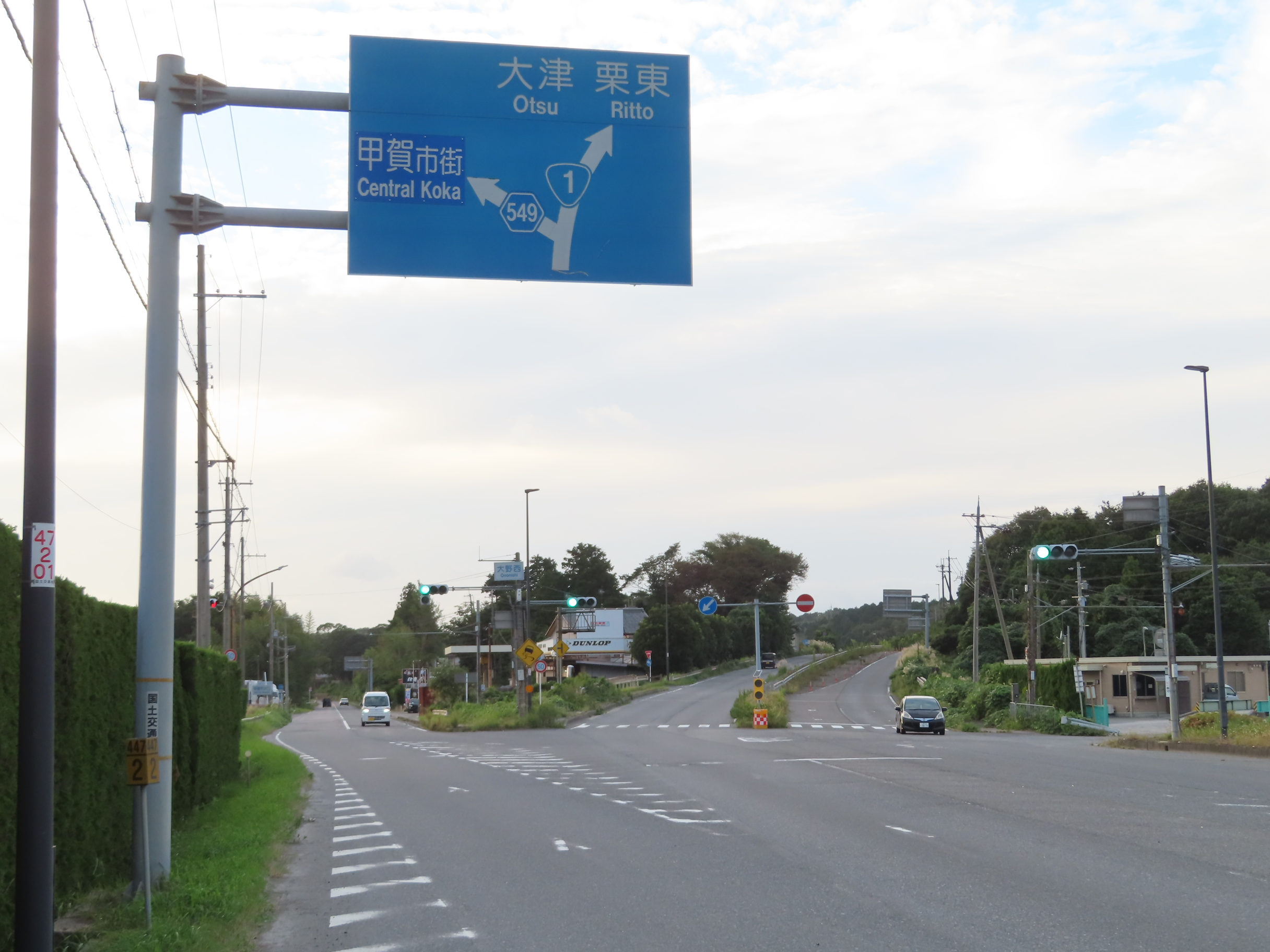
起点となる大野西交差点で、斜め左方向が滋賀県道549号大野名坂線。右が国道1号（水口バイパス）の大阪方面。

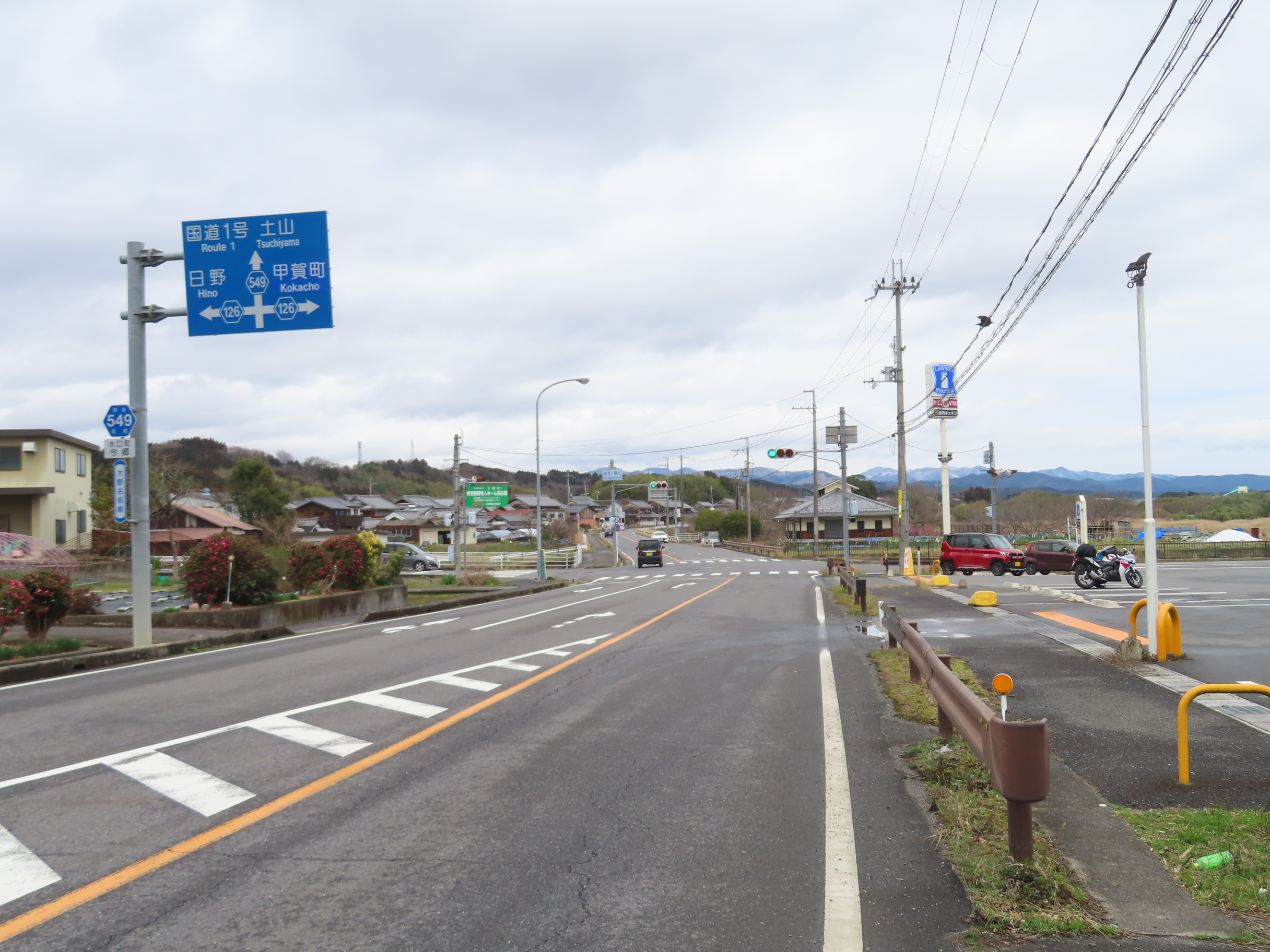
甲賀市水口町今郷

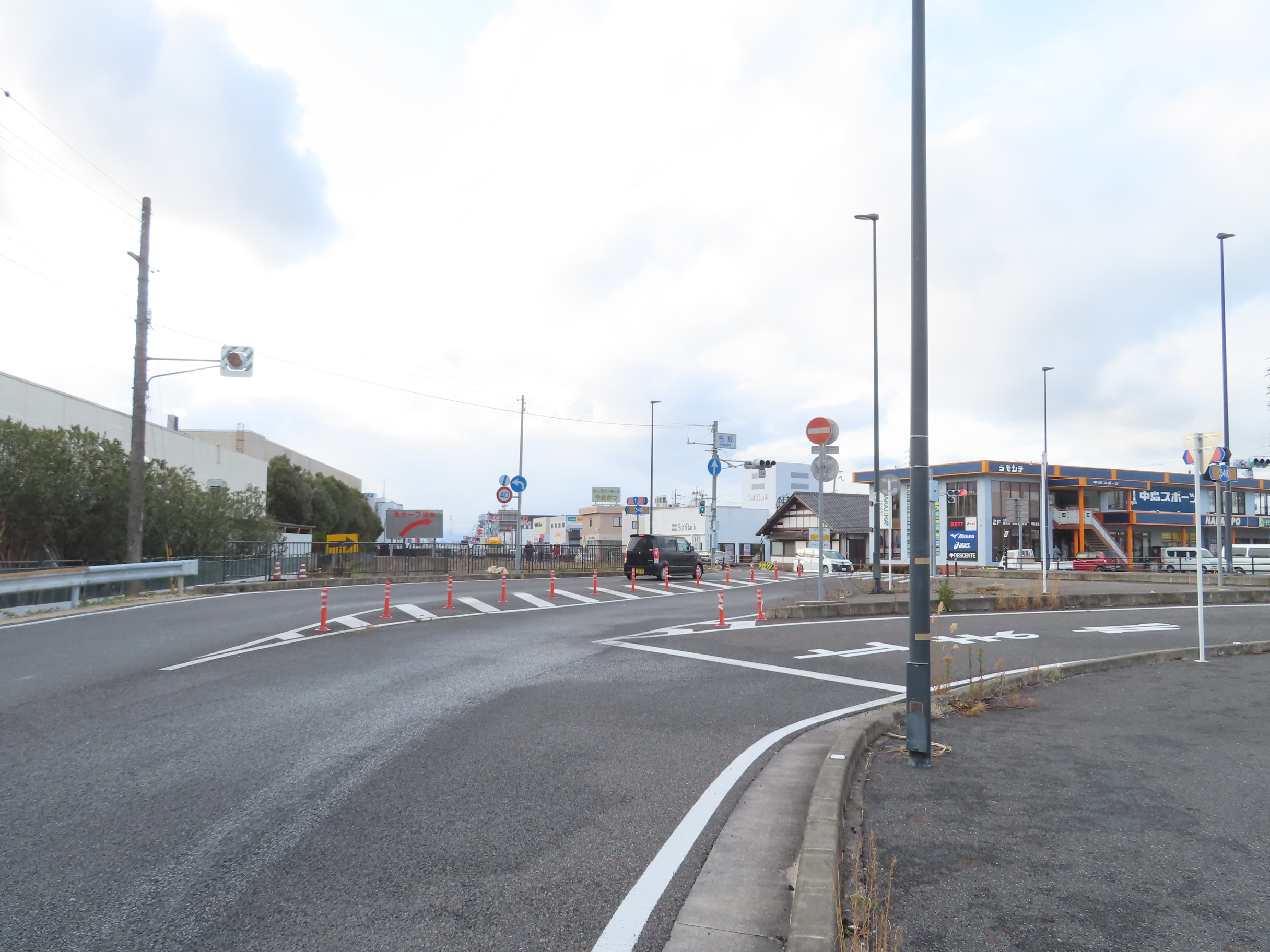
終点となる名坂交差点。前方の道路が国道1号。

### 通過する自治体
- 甲賀市

### 交差する道路
| 交差する道路                                       | 交差する場所    | 交差する場所        |
| -------------------------------------------------- | --------------- | ------------------- |
| 国道1号 / 水口バイパス                             | 土山町大野      | 大野西交差点 / 起点 |
| 滋賀県道126号相模水口線                            | 水口町今郷      | 新岩上橋北交差点    |
| 国道307号 / 旧道 重複区間起点 国道307号 / バイパス | 水口町水口      | 山川橋交差点        |
| 国道307号 / 旧道 重複区間終点                      | 水口町新町1丁目 | 新町交差点          |
| 国道1号 / 水口バイパス                             | 水口町名坂      | 名坂交差点 / 終点   |

### 交差する鉄道
- 近江鉄道本線

### 沿線
- 浄土寺
- 岩上公園
- 永福寺
- 岡山城跡
- 滋賀県立自然公園郷土の森
- 甲賀市立水口小学校
- 水口病院
- 関西みらい銀行 水口支店
- 天理教 水口大教会
- 近江鉄道本線 水口駅
- 甲賀自動車教習所
- 甲賀警察署
- 甲賀市立綾野小学校
- アル・プラザ水口
- 滋賀銀行 綾野支店